# Monthuchon
Monthuchon è un comune francese di 621 abitanti situato nel dipartimento della Manica nella regione della Normandia.

## Società

### Evoluzione demografica
Abitanti censiti